# Episodi di West Wing - Tutti gli uomini del Presidente (quarta stagione)
La quarta stagione della serie televisiva West Wing - Tutti gli uomini del Presidente è composta da 23 episodi ed è andata in onda negli Stati Uniti su NBC dal 25 settembre 2002 al 14 maggio 2003.
In Italia è stata trasmessa da Rete 4 dal 22 febbraio 2005 al 25 luglio 2005.
| nº | Titolo originale            | Titolo italiano                     | Prima TV USA      | Prima TV Italia  |
| -- | --------------------------- | ----------------------------------- | ----------------- | ---------------- |
| 1  | 20 Hours in America (1)     | Campagna elettorale (prima parte)   | 25 settembre 2002 | 22 febbraio 2005 |
| 2  | 20 Hours in America (2)     | Campagna elettorale (seconda parte) | 25 settembre 2002 | 1º marzo 2005    |
| 3  | College Kids                | Un'idea vincente                    | 2 ottobre 2002    | 8 marzo 2005     |
| 4  | The Red Mass                | Per un dibattito in più             | 9 ottobre 2002    | 15 marzo 2005    |
| 5  | Debate Camp                 | Valori tradizionali                 | 16 ottobre 2002   | 22 marzo 2005    |
| 6  | Game On                     | Dieci parole                        | 30 ottobre 2002   | 29 marzo 2005    |
| 7  | Election Night              | Exit Poll                           | 6 novembre 2002   | 5 aprile 2005    |
| 8  | Process Stories             | Dietro le quinte                    | 13 novembre 2002  | 12 aprile 2005   |
| 9  | Swiss Diplomacy             | Il trapianto                        | 20 novembre 2002  | 3 maggio 2005    |
| 10 | Arctic Radar                | Il blocco dello scrittore           | 27 novembre 2002  | 19 aprile 2005   |
| 11 | Holy Night                  | Vigilia di Natale                   | 11 dicembre 2002  | 26 aprile 2005   |
| 12 | Guns, Not Butter            | Per un sì                           | 8 gennaio 2003    | 10 maggio 2005   |
| 13 | The Long Goodbye            | Il lungo addio                      | 15 gennaio 2003   | 17 maggio 2005   |
| 14 | Inauguration (1)            | Il tradimento                       | 5 febbraio 2003   | 24 maggio 2005   |
| 15 | Inauguration: Over There    | Il giorno dell'insediamento         | 12 febbraio 2003  | 7 giugno 2005    |
| 16 | The California 47th         | Viaggio in California               | 19 febbraio 2003  | 14 giugno 2005   |
| 17 | Red Haven's On Fire         | Campagna per Sam                    | 26 febbraio 2003  | 21 giugno 2005   |
| 18 | Privateers                  | Lontani antenati                    | 26 marzo 2003     | 5 luglio 2005    |
| 19 | Angel Maintenance           | Il volo dell'angelo                 | 2 aprile 2003     | 12 luglio 2005   |
| 20 | Evidence of Things Not Seen | Partita a poker                     | 23 aprile 2003    | 28 giugno 2005   |
| 21 | Life on Mars                | Vita su Marte                       | 30 aprile 2003    | 19 luglio 2005   |
| 22 | Commencement                | Il rapimento                        | 7 maggio 2003     | 25 luglio 2005   |
| 23 | Twenty Five                 | Il XXV emendamento                  | 14 maggio 2003    | 25 luglio 2005   |

## Campagna elettorale (prima parte)
- Titolo originale: 20 Hours in America (1)
- Diretto da: Christopher Misiano
- Scritto da: Aaron Sorkin

### Trama
Il Presidente Bartlet si trova in Indiana per la campagna elettorale, mentre Leo McGarry a Washington incontra lo Stato maggiore per monitorare la situazione politica e militare di alcuni Paesi contrapposti agli Stati Uniti come la Corea del Nord e il Qumar, che vuole riaprire l'inchiesta sulla morte di Adbul Sharif. Josh, Toby e Donatella, mentre parlano con Cathy, una giovane agricoltore donna, perdono il corteo presidenziale e devono farsi dare un passaggio per l'aeroporto; rimangono senza biodiesel per strada e sarà l'inizio di un'odissea piena di imprevisti e contrattempi.
- Altri interpreti: Amy Adams (Cathy), John Amos (Ammiraglio Percy Fitzwallace), Ron Silver (Bruno Gianelli), Alan Dale (Mitch Bryce, Segretario del Commercio), John Gallagher Jr. (Tyler), Danielle Harris (Kiki), Ernestine Jackson (Fiona)

## Campagna elettorale (seconda parte)
- Titolo originale: 20 Hours in America (2)
- Diretto da: Christopher Misiano
- Scritto da: Aaron Sorkin

### Trama
La First Lady ha fatto una gaffe, le azioni di alcune aziende sono crollate trascinando con sé i mercati e CJ sta cercando un nuovo tutore che segua Anthony, un ragazzo di colore di cui si occupava Simon. Toby, Josh e Donatella proseguono il travagliato viaggio verso casa. La McNally prospetta uno scenario inquietante: non tanto che il Qumar scopra che sono stati gli USA a uccidere Sharif, ma il fatto che stiano fabbricando prove per accusare Israele. Bartlet incontra nuovamente la sig.ra Fiderer per il posto da segretaria e il Presidente scopre che era stata licenziata perché aveva assunto Charlie, preferendo lui al figlio di un politico influente, politico che aveva provveduto a farla cacciare; tanto basta per convincere Bartlet ad assumerla. C'è un attentato terroristico in un campus universitario con decine di morti e la notizia raggiunge i media. Finalmente, dopo un treno sbagliato, voli cancellati e una tempesta, Toby, Donna e Josh arrivano a Washington, Charlie accetta di occuparsi di Anthony e Bartlet respinge l'offerta dello Stato maggiore secondo cui si prendano loro la colpa della morte di Sharif lasciando fuori lui.
- Altri interpreti: John Amos (Ammiraglio Percy Fitzwallace), Ron Silver (Bruno Gianelli), Lily Tomlin (Deborah Fiderer), Anna Deavere Smith (Nancy McNally), John Gallagher Jr. (Tyler)

## Un'idea vincente
- Titolo originale: College Kids
- Diretto da: Alex Graves
- Scritto da: Debora Cahn e Mark Goffman; sceneggiatura di Aaron Sorkin

### Trama
Leo convoca il suo avvocato, la signora Kendall, a nome del Presidente per conoscere i risvolti penali nel caso in cui gli Stat Uniti si dichiarino colpevoli della morte di Sharif; l'FBI sta ancora indagando per capire chi ha effettuato l'attentato all'università. Josh e Toby studiano un modo per rendere più economico il college perché trovano ingiusto che le gratifiche milionarie siano detraibili dalle tasse, mentre le spese per gli studi dei figli no.
- Altri interpreti: John Amos (Ammiraglio Percy Fitzwallace), Glenn Morshower (Mike Chysler), Mary-Louise Parker (Amy Gardner), Ron Silver (Bruno Gianelli), Lily Tomlin (Deborah Fiderer), Joanna Gleason (Avv. Jordan Kendall), Clark Gregg (Agente speciale dell'FBI Michael Casper), Aimee Mann (se stessa)

## Per un dibattito in più
- Titolo originale: The Red Mass
- Diretto da: Vincent Misiano
- Scritto da: Eli Attie; sceneggiatura di Aaron Sorkin

### Trama
I collaboratori di Bartlet sono preoccupati perché il senatore Stackhouse, che riscuote un moderato successo tra l'elettorato democratico, non ha ancora dichiarato il suo pubblico appoggio alla candidatura del Presidente, ritirandosi di fatto dal posto di "terzo candidato". In Iowa l'FBI sta assediando una fattoria dove sono nascosti gli attentatori che hanno fatto scoppiare la bomba all'università, ma alla fine le forze dell'ordine riescono ad arrestare i malviventi. Leo McGarry incontra Yosef, ministro degli esteri israeliano: quest'ultimo gli rivela le sue preoccupazioni riguardo al fatto che il Qumar intende incolpare Israele della morte di Sharif. La situazione si fa ancora più tesa quando la Casa Bianca riceve la notizia che l'aereo con cui Yosef stava rientrando al suo Paese risulta disperso.
- Altri interpreti: Mary-Louise Parker (Amy Gardner), George Coe (Senatore Howard Stackhouse), James Brolin (Governatore Robert Ritchie), Robin Bartlett (Susan Thomas), Clark Gregg (Agente speciale dell'FBI Michael Casper), Malachi Throne (Ben Yosef, Ministro degli Esteri israeliano), Deborah May (Janet), Larry Brandenburg (Sen. Michael Jackson)

## Valori tradizionali
- Titolo originale: Debate Camp
- Diretto da: Paris Barclay
- Scritto da: William Sind e Michael Oates Palmer; sceneggiatura di Aaron Sorkin

### Trama
Bartlet e il suo staff si trovano in Carolina del Nord per la campagna presidenziale e per prepararsi all'unico dibattito TV con Ritchie, il suo avversario repubblicano. Con dei flashback si conosce un altro pezzetto di passato dei membri dell'amministrazione attuale, in particolare quando, a ridosso dell'insediamento, hanno scelto il Ministro della Giustizia che, pur essendo democratico, ha posizioni piuttosto conservatrici e sta creando (nel presente) non pochi grattacapi al Presidente, che teme domande scomode sul suo ministro durante il faccia a faccia televisivo. Intanto la situazione politica e militare tra Israele e Qumar si aggrava. Toby e la sua ex moglie Andrea scoprono di aspettare due gemelli.
- Altri interpreti: Kathleen York (Deputato Andrea Wyatt), Marlee Matlin (Joy Lucas), Mary-Louise Parker (Amy Gardner), Glenn Morshover (Mike Chysler), John Amos (Ammiraglio Percy Fitzwallace), Kathryn Joosten (Sig.ra Landigham), Jeffrey Pierce (Jeff Johnson)

## Dieci parole
- Titolo originale: Game On
- Diretto da: Alex Graves
- Scritto da: Aaron Sorkin e Paul Redford

### Trama
È il giorno del dibattito, ma Leo McGarry non può seguire il Presidente a San Diego perché deve negoziare con l'ambasciatore del Qumar una sorta di tregua a favore di Israele, incolpata (ingiustamente) della morte di Sharif. Nemmeno Sam Seaborn segue il Presidente, ma si reca a Newport Beach: Howard Wilde, il candidato democratico al Congresso per la California, è morto e Sam vuole porgere a nome di Bartlet le condoglianze allo staff della campagna elettorale. Qui incontra Will Bailey, e Seaborn rimane stupito dal desiderio dell'uomo di andare avanti comunque con la campagna, anche se la legge lo prevede. Sam scopre che lo staff di Wilde, in particolare Bailey e la sua assistente Elsie Snuffin, sono molto competenti e appassionati. Prima di tornare a Washington propone a Will un accordo: se quest'ultimo, in caso di vittoria, non troverà un democratico con cui sostituire Wilde, sarà Sam a presentarsi come candidato al Congresso.
- Altri interpreti: Hal Holbrook (Assistente al Segretario di Stato Albie Duncan), Joshua Malina (Will Bailey), Kathleen York (Deputato Andrea Wyatt), Joanna Gleason (Avv. Jordan Kendall), Danica McKellar (Elsie Snuffin), Tony Amendola (Ali Nissir, Ambasciatore del Qumar presso gli Stati Uniti)

## Exit Poll
- Titolo originale: Election Night
- Diretto da: Lesli Linka Glatter
- Scritto da: David Gerken e David Handelman; sceneggiatura di Aaron Sorkin

### Trama
È il giorno del voto e sono tutti incollati agli exit poll. Donatella scopre che ha votato per sbaglio per il candidato repubblicano ed esce per cercare un repubblicano con cui fare una sorta di scambio di voto; incontrerà, dopo parecchie ore, un militare che le crederà e accetterà di votare per Bartlet. Toby accompagna Andrea alla prima ecografia e cerca di convincerla a sposarlo. CJ sa che il medico del Congresso è informato della gravidanza della Wyatt e fa notare a Toby che, da un punto di vista dell'immagine politica, è un problema che lui e la ex moglie non siano sposati. Will Bailey chiama Sam e lo informa che al momento nella contea di Orange i democratici sono in vantaggio. La giornata si conclude con la riconferma di Bartlet alla Casa Bianca e con la moglie Abigail che informa il marito di aver notato che sta avendo una ricaduta nella sua malattia.
- Altri interpreti: Lily Tomlin (Sig.ra Deborah Fiderer), Christian Slater (Tenente Comandante Jack Reese), Joshua Malina (Will Bailey), Kathleen York (Deputato Andrea Wyatt), Omar Benson Miller (Orlando Kettles), Danica McKellar (Elsie Snuffin)

## Dietro le quinte
- Titolo originale: Process Stories
- Diretto da: Christopher Misiano
- Scritto da: Paula Yoo e Lauren Schmidt; sceneggiatura di Aaron Sorkin

### Trama
È grande festa alla Casa Bianca e tutti stanno brindando al buon esito di tanti mesi di lavoro. La festa viene però funestata dalla notizia di un colpo di Stato in Venezuela e dalla preoccupazione per gli americani residenti in quella Nazione. Inaspettatamente nella contea di Orange i democratici vincono e Sam si ritrova a dover tenere fede alla promessa di presentarsi come candidato al posto del defunto Wilde; inizialmente è riluttante perché sa che perderà e non potrà ricandidarsi in un altro distretto ma poi, appoggiato dal Presidente e dai membri dell'Ala Ovest, decide di imbarcarsi in questa impresa.
- Altri interpreti: Nick Jameson (Martin Avery), Mary-Louise Parker (Amy Gardner), Ron Silver (Bruno Gianelli), Joshua Malina (Will Bailey), Christian Slater (Tenente Comandante Jack Reese), Kathleen York (Deputato Andrea Wyatt), Joanna Gleason (Avv. Jordan Kendall), Tobin Bell (Colonnello Witcomb), Danica McKellar (Elsie Snuffin), Gina Hecht (Julie, anchorwoman)

## Il trapianto
- Titolo originale: Swiss Diplomacy
- Diretto da: Christopher Misiano
- Scritto da: Kevin Falls e Eli Attie

### Trama
L'ambasciatore svizzero si presenta da Leo McGarry: ha ricevuto da Teheran la richiesta di intercedere presso il Giappone perché trovino nella lista dei trapianti un posto per il figlio gravemente malato dell'Ayatollah; il Giappone declina e l'unica altra Nazione che fa quel genere di intervento sono gli Stati Uniti; il trapianto diventa una faccenda politica perché finanziarlo significherebbe appoggiare l'ayatollah e la sua politica, ma Bartlet decide di infischiarsene per salvare la vita di quello che alla fine è un ragazzino innocente di 15 anni. Nonostante questo, l'ayatollah dichiara che quella degli Stati Uniti è un'ingerenza nei loro affari e si scatena una protesta politica. Inoltre c'è un altro problema: l'unico medico libero per operare è un iraniano scappato dal suo Paese a cui il regime dell'ayatollah ha ucciso il padre; Bartlet lo convince a eseguire l'intervento perché è dovere di un medico aiutare chi soffre. Sam va in California per presentarsi come candidato al Congresso per la contea di Orange e lì apprende, con disappunto, che Bailey non guiderà la sua campagna.
- Altri interpreti: Lily Tomlin (Sig.ra Deborah Fiderer), Wolf Muser (Ambasciatore svizzero Von Rutte), Joshua Malina (Will Bailey), Tim Matheson (Vicepresidente Hoynes), Geoff Pierson (Leader della minoranza in Senato Tripplehorn), Lucinda Jenney (Karen Kroft), Danica McKellar (Elsie Snuffin), Faran Tahir (Manny)

## Il blocco dello scrittore
- Titolo originale: Arctic Radar
- Diretto da: John David Coles
- Scritto da: Gene Sperling; sceneggiatura di Aaron Sorkin

### Trama
Sam fa i bagagli e va a Newport Beach per la campagna elettorale che lo vede candidato al Congresso; lì incontra Will, che sta per partire per una lunga vacanza, e gli chiede di andare a Washington e sostituirlo come vice di Toby in modo da aiutarlo a scrivere il discorso per il giuramento del 20 gennaio. Toby lo mette alla prova e ne rimane conquistato, al punto da confidargli che non riesce più scrivere come una volta. Vicky Hilton, una donna pilota pluridecorata dell'Aeronautica Militare, rifiuta di eseguire l'ordine di interrompere una relazione con un suo sottoposto e scoppia un caso in cui vengono coinvolti la Casa Bianca e il movimento delle femministe guidato dalla Gardner. Donatella chiede a Josh di sondare il terreno presso il tenente comandante Reese per sapere se lui è interessato a uscire con lei, ma Lyman combina un pasticcio anche se alla fine si sistema tutto.
- Altri interpreti: Mary-Louise Parker (Amy Gardner), Joshua Malina (Will Bailey), John Amos (Ammiraglio Percy Fitzwallace), Christian Slater (Tenente Comandante Jack Reese), Vyto Ruginis (Mitch), Audrey Wasilewski (Janice Trumbull)

## Vigilia di Natale
- Titolo originale: Holy Night
- Diretto da: Thomas Schlamme
- Scritto da: Aaron Sorkin

### Trama
È la vigilia di Natale. L'omicidio di Sharif ordinato da Bartlet perseguita l'Ala Ovest con vari risvolti: il Presidente si sente in colpa e cerca di tacitare la coscienza ordinando a Lyman di rivedere entro la fine dell'anno il bilancio affinché siano approvati degli aiuti economici per contrastare la mortalità infantile; Leo invece cerca di gestire i sensi di colpa cercando di far riaprire per tempo la Basilica della Natività a Betlemme, chiusa dalle autorità israeliane per un problema al tetto. CJ rivede Danny Concannon, tornato alla Casa Bianca dopo un periodo all'estero: il giornalista le dice che ha le prove che la morte di Sharif non è stata accidentale e che è stata orchestrata dagli americani. Lyman procura un premesso di visita a Jules Ziegler, il padre di Toby, affinché si riappacifichino: l'uomo in passato lavorava per la mafia ed è stato in prigione per complicità in omicidio e Toby, a differenza dei suoi fratelli, non gliel'ha mai perdonato. Zoey si presenta alla Casa Bianca con Jean Paul, il suo nuovo e alquanto spocchioso fidanzato, suscitando l'irritazione di Charlie, mentre Will Bailey cerca di inserirsi nel nuovo lavoro dovendo vincere la velata ostilità di chi lavorava per Sam.
- Altri interpreti: Adam Arkin (Dott. Stanley Keyworth), Jerry Adler (Jules Ziegler), Elisabeth Moss (Zoey Bartlet), John Diehl (Giudice della Commissione di inchiesta), Trent Ford (Jean Paul)

## Per un sì
- Titolo originale: Guns Not Butter
- Diretto da: Bill D'Elia
- Scritto da: Eli Attie, Kevin Falls e Aaron Sorkin

### Trama
L'Amministrazione vuole far approvare una legge a favore degli aiuti economici a Paesi stranieri e Lyman e Ziegler sono a caccia di voti, poiché l'approvazione è sul filo del rasoio. Toby riceve l'assicurazione del voto da parte del Senatore Hoebuck a patto che la Casa Bianca finanzi uno studio sulla preghiera a distanza: c'è uno studio scientifico che sostiene che le persone che ricevono preghiere per la loro salute hanno una percentuale di guarigione maggiore di chi non ne riceve. Charlie, piccato per uno scambio di battute con Jean Paul e ansioso di fare bella figura con Zoey, tenta di aiutare una donna soldato che non riesce ad ottenere i sussidi statali per i figli e combina un pasticcio che arriverà ai piani alti del Pentagono, ma tutto si sistemerà.
- Altri interpreti: Megan Ward (Jane), Elisabeth Moss (Zoey Bartlet), Trent Ford (Jean Paul), Danica McKellar (Elsie Snuffin), Pat Skipper (Senatore Jimmy Hoebuck)

## Il lungo addio
- Titolo originale: The Long Goodbye
- Diretto da: Alex Graves
- Scritto da: Jon Robin Baitz

### Trama
CJ torna a Dayton in Ohio per tenere un discorso al suo ex liceo e per rivedere il padre, malato di Alzheimer; giunta a casa scopre che il padre è peggiorato e che la sua matrigna, Molly, l'ha lasciato perché non vuole prendersi cura del marito e perché spaventata dal futuro che l'aspetterebbe accanto a un malato di quel genere. La situazione è grave, ed è peggiorata dal fatto che l'uomo rifiuta la diagnosi e qualsiasi tipo di assistenza. CJ è presa tra due fuochi: restare col padre e lasciare il lavoro alla Casa Bianca, oppure tornare a Washington: sceglierà l'ultima opzione, rimandando ad un altro momento la decisione di cosa fare con il genitore.
- Altri interpreti: Donald Moffat (Sig. Cregg), Matthew Modine (Marco Harles), Verna Bloom (Molly)

## Il tradimento
- Titolo originale: Inauguration: Part I
- Diretto da: Christopher Misiano
- Scritto da: Michael Oates Palmer e William Sind; sceneggiatura di Aaron Sorkin

### Trama
Bartlet si sta preparando all'insediamento del suo secondo mandato mentre l'Amministrazione deve affrontare in Kundu una crisi umanitaria causata da una pulizia etnica operata dal loro presidente. Bartlet incarica Jack Reese di stilare un rapporto su una missione di pace statunitense in Kundu, cosa che fa finire il tenente nei guai col Pentagono, che teme un'ingerenza del Presidente nella politica estera, con conseguente trasferimento ad Aviano; Donatella, che ha una relazione con lui, non la prende bene. Will Bailey dice al Presidente una frase, tratta da un suo discorso quando era ancora governatore, che lo fa riflettere e mettere in crisi tutto il piano sulla politica estera.
- Altri interpreti: Granville Van Dusen (Assistente del Segretario di Stato per gli Affari Pubblici Bryce Lilly), Danica McKellar (Elsie Snuffin), Faran Tahir (Manny), Thomas Kopache (Assistente al Segretario di Stato Bob Slatterly)

## Il giorno dell'insediamento
- Titolo originale: Inauguration: Over There
- Diretto da: Lesli Linka Glatter
- Scritto da: David Gerken e Gene Sperling; sceneggiatura di Aaron Sorkin

### Trama
Hutchinson, dello Stato Maggiore, sta passando mezze informazioni a Danny Concannon sull'omicidio di Sharif con l'intento di mandare un messaggio al Presidente: se Bartlet vorrà intervenire militarmente in Kundu, Hutchinson svelerà il coinvolgimento dell'Amministrazione nella morte del terrorista, che di fatto è un omicidio politico, visto che la vittima era un ministro del Qumar e fratello del presidente di quel Paese. Il Presidente intende rivedere tutta la politica estera e fare in modo che gli Stati Uniti abbiano il diritto di intervenire ogniqualvolta ci sia una violazione dei diritti umani: tutto il discorso dell'insediamento è da rivedere. Esce anche un articolo con delle dichiarazioni provocatorie sul come si comporta lo staff della Casa Bianca con chi porta una divisa, scatenando una bufera: Donatella si prende la colpa, con la scusante che è amareggiata per la partenza di Jack; Josh, leggendo l'articolo, si rende conto che non può essere stata lei a dire quelle cose e, accompagnato da Charlie, Danny, Will e Toby, va a prenderla a casa sua per portarla al ballo dell'inaugurazione. Will Bailey viene nominato da Bartlet Vice Capo alle Comunicazioni.
- Altri interpreti: Jill Sobule (se stessa)

## Viaggio in California
- Titolo originale: The California 47th
- Diretto da: Vincent Misiano
- Scritto da: Lauren Schmidt e Paula Yoo; sceneggiatura di Aaron Sorkin

### Trama
Lo staff si reca in California per appoggiare Sam Seaborn nella sua campagna elettorale, mentre l'esercito statunitense è riuscito a occupare l'aeroporto di Bitanga, capitale del Kundu. I Repubblicani presentano il loro piano fiscale per il taglio alle tasse e l'Amministrazione non può controbattere dalla California perché il loro piano sarebbe impopolare presso il partito avverso e ciò nuocerebbe alla campagna di Sam. Un uomo e sua moglie, entrambi di vedute ristrette, aggrediscono verbalmente il deputato Wyatt perché incinta e non sposata, e apostrofano Charlie in modo razzista come "quello lì è quello che usciva con la figlia": il risultato è che Toby e Charlie vengono arrestati per aggressione. Sam viene a sapere che il Presidente sta tacendo il piano fiscale e ne annuncia in diretta la presentazione, anche se questo molto probabilmente lo porterà a perdere la corsa per il seggio in Congresso.
- Altri interpreti: J. Patrick McCormack (Generale Jimmy Wendall), John Amos (Ammiraglio Percy Fitzwallace), Henry G. Sanders (Ambasciatore del Kundu Tiki), Lily Tomlin (Deborah Fiderer), Kathleen York (Deputato Andrea Wyatt), Elisabeth Moss (Zoey Bartlet), Matthew Glave (Scott Holcombe), Danica McKellar (Elsie Snuffin), Trent Ford (Jean Paul), Claire Coffee (Cassie Tatum)

## Campagna per Sam
- Titolo originale: Red Haven's on Fire
- Diretto da: Alex Graves
- Scritto da: Mark Goffman e Debora Cahn; sceneggiatura di Aaron Sorkin

### Trama
Il Presidente deve rientrare d'urgenza a Washington: tre marines sono stati catturati in Kundu e viene elaborato e approvato un piano per liberarli; il salvataggio ha successo, ma il Kundu escogita una rappresaglia contro un campo di addestramento militare americano in Ghana provocando la morte di 17 soldati. Will Bailey deve fare i salti mortali per scrivere il discorso di presentazione del piano fiscale, solo che non ha nessuno che lo aiuti: Toby, prima di partire, ha licenziato quasi tutti per manifesta incompetenza e a Will sono rimaste solo delle giovani e inesperte stagiste. La signora Bartlet si lamenta con Josh che le sue iniziative non ottengono mai fondi e Lyman le dice che ciò avviene perché non ha un capo dello staff; Abigail lo prende sul serio e assume Amy.
- Altri interpreti: Mary-Louise Parker (Amy Gardner), John Amos (Ammiraglio Percy Fitzwallace), Lily Tomlin (Deborah Fiderer), Carrie Snodgress (Martha Rowe), Danica McKellar (Elsie Snuffin), Claire Coffee (Cassie Tatum), Lee Garlington (Alana Waterman), Daniel Zacapa (Esteban Hernandez)

## Lontani antenati
- Titolo originale: Privateers
- Diretto da: Alex Graves
- Scritto da: Paul Redford e Debora Cahn; sceneggiatura di Paul Redford, Debora Cahn e Aaron Sorkin

### Trama
In Alaska si è sciolto un ghiacciaio creando un fiume enorme che rischia di travolgere un paese; oltre alla tragedia locale, si prospetta anche la preoccupazione per i cambiamenti climatici. Bart Gantz lavora per una industria chimica che ha nascosto all'Agenzia dell'Ambiente i veri dati di inquinamento delle loro attività, e desidera testimoniare contro la sua azienda; a tale scopo si rivolge a Toby per defezionare durante la deposizione per la legge chiamata "Chi inquina, paga". Il problema è che l'uomo ha firmato dei documenti incriminanti e, per testimoniare senza ripercussioni legali, ha bisogno dell'immunità.
- Altri interpreti: Jeff Perry (Burt Gantz), Mary-Louise Parker (Amy Gardner), Elisabeth Moss (Zoey Bartlet), Trent Ford (Jean Paul), Amanda Carlin (Hilary Tubin), Helen Slayton-Hughes (Marion Cothsword-Aide)

## Il volo dell'angelo
- Titolo originale: Angel Maintenance
- Diretto da: Jessica Yu
- Scritto da: Eli Attie e Kevin Falls; sceneggiatura di Eli Attie e Aaron Sorkin

### Trama
Il Presidente e parte del suo staff si trovano sull'Air Force One in rientro da un viaggio nelle Filippine quando si verifica un guasto: una spia che segnala l'apertura corretta del carrello si è accesa e non si sa se è un guasto del segnale o un guasto meccanico. L'aereo deve rimanere in volo e CJ si ingegna per tenere a bada i giornalisti e le loro domande: la borsa di Tokio sta per aprire e non si deve sapere che il Presidente può essere in pericolo. I giornalisti mangiano la foglia quando un F-16 affianca l'aereo, ma CJ fa disattivare i telefoni di bordo. A terra cercano di capire come è potuto guastarsi un aereo che è controllato scrupolosamente ed eventualmente capire se c'è stato un attentato. 5 militari statunitensi muoiono in Kundu per fuoco amico e la parte dello staff a terra devono gestire politicamente la notizia. Mentre è in volo, il Presidente medita se certificare ancora la Colombia come alleato, ma Bartlet nicchia perché quel Paese non si è impegnato nella lotta contro la droga. Alla fine il carrello riprende a funzionare, anche se una turbolenza richiede che l'aereo stia ancora in volo per un po'.
- Altri interpreti: James Morrison (Colonnello Weiskopf), George Wyner (Deputato del Congresso Simmel), Gregory Jbara (Deputato del Congresso Segal), Thom Barry (Membro del Congresso Mark Richardson)

## Partita a poker
- Titolo originale: Evidence of Things Not Seen
- Diretto da: Christopher Misiano
- Scritto da: Eli Attie e David Handelman; sceneggiatura di Aaron Sorkin

### Trama
Un aereo spia statunitense precipita nei pressi di Kaliningrad mentre stava spiando la regione per sospetti scambi illegali di materiale nucleare. È la serata della partita di poker tra i membri dello staff; Lyman incontra Joe Quincy, che si presenta per prendere il posto di Ainsley Heyes e scopre che anche lui è un Repubblicano. Qualcuno spara con un fucile di precisione verso la Casa Bianca: il fatto fa mettere in lockdown l'Ala Ovest, interrompendo la telefonata di Bartlet col presidente russo. Intanto la partita di poker riprende: Bailey, riservista della Marina distaccato al JAG, rivela che deve seguire un caso legale legato ad un meteorite caduto sulla Terra, scatenando lo stupore di tutti gli altri. Zoey informa Charlie che andrà 3 mesi in Francia col fidanzato, scatenando la gelosia del ragazzo. Bartlet confessa al presidente russo che l'aereo spia stava fotografando Kaliningrad, aprendo uno spiraglio di fiducia tra le due amministrazioni.
- Altri interpreti: Lily Tomlin (Deborah Fiderer), Matthew Perry (Jospeh Quincy), Elisabeth Moss (Zoey Bartlet), Michael O'Neill (Ron Butterfield), Robert Alan Beuth (interprete)

## Vita su Marte
- Titolo originale: Life on Mars
- Diretto da: John David Coles
- Scritto da: Paul Redford e Dee Dee Myers; sceneggiatura di Aaron Sorkin

### Trama
Il redattore scientifico del Washington Post si presenta da CJ facendo domande strane: afferma di aver saputo indirettamente dal Vicepresidente Hoynes che la NASA ha le prove che su Marte ci sia dell'acqua, e quindi la possibilità di vita: chiede pertanto se la notizia è vera e se non sia illegale che venga tenuta nascosta; CJ rigira il problema al novellino Quincy. Parallelamente, sempre allo stesso giornale, arriva la soffiata che la Casa Bianca abbia ostacolato il dipartimento di giustizia. Leo, informato dei fatti, chiede a Quincy di capire chi è la talpa; indagando, Joseph scopre che dietro alle indiscrezioni c'è Hoynes, che ha incautamente parlato di faccende riservate con una donna con cui aveva una relazione e che ora sta per pubblicare un libro. Scoppia lo scandalo perché Hoynes è sposato e perché ha divulgato segreti: il Vicepresidente si dimette.
- Altri interpreti: Mandy Freund (Claire Huddle), Matthew Perry (Jospeh Quincy), Tim Matheson (Vicepresidente Hoynes), Kiersten Warren (Blaire Spoonhour), Claire Coffee (Cassie Tatum), Andy Umberger (Stevie)

## Il rapimento
- Titolo originale: Commencement
- Diretto da: Alex Graves
- Scritto da: Aaron Sorkin

### Trama
Lo staff, e in particolare Josh, sta lavorando per trovare un nuovo Vicepresidente. Scatta l'allarme antiterrorismo a causa di possibili ritorsioni per la morte di Sharif da parte di fanatici estremisti del Qumar. Danny Concannon informa CJ di avere le prove del collegamento tra la morte di Sharif e il coinvolgimento degli Stati Uniti, ma Leo lo convince a non pubblicare l'articolo per non compromettere la sicurezza nazionale; è anche il giorno della cerimonia di laurea di Zoey, che precede la sua partenza per la Francia col fidanzato. Durante la festa dei neolaureati Jean Paul droga Zoey a sua insaputa con una pasticca di ecstasy: la ragazza va in bagno e viene persa di vista dai servizi segreti: uno degli agenti della sorveglianza viene trovato morto e scatta subito l'allarme per il rapimento della figlia del Presidente. Toby compra una casa in cui vorrebbe vivere con Andrea e i loro gemelli in arrivo e le chiede di risposarlo, ma lei rifiuta, memore del loro matrimonio fallito; poco dopo Andrea entra in travaglio con un leggero anticipo sui tempi.
- Altri interpreti: Anna Deavere Smith (Nancy McNally), Mary-Louise Parker (Amy Garner), John Amos (Ammiraglio Percy Fitzwallace), Taye Diggs (Agente dei servizi Segreti Wesley), Kathleen York (Deputato Andrea Wyatt), Elisabeth Moss (Zoey Bartlet), Trent Ford (Jean Paul), Michael O'Neill (Agente Ron Butterfield), Arye Gross (Ostetrico), Keith Mackechnie (Cooper)

## Il XXV emendamento
- Titolo originale: Twenty Five
- Diretto da: Christopher Misiano
- Scritto da: Aaron Sorkin

### Trama
Zoey è stata rapita e presto arriva un fax in cui si chiede la liberazione di alcuni prigionieri politici del Qumar. Bartlet, complice una piccola crisi aeronautica che rientra subito, capisce che non è in grado di comandare e chiede a Leo di avviare la procedura per attuare il XXV emendamento. Dato che non è ancora stato nominato un Vicepresidente, giura come Presidente ad interim lo speaker della Camera Glenallen Walker, un Repubblicano ultra conservatore che preoccupa non poco i membri dello staff dell'Ala Ovest. Sono anche nati Molly e Huck, i gemelli di Toby.
- Altri interpreti: Taye Diggs (Agente dei servizi Segreti Wesley), Mary-Louise Parker (Amy Garner), John Amos (Ammiraglio Percy Fitzwallace), Michael O'Neill (Agente Ron Butterfield), Anna Deavere Smith (Nancy McNally), Clark Gregg (Agente speciale dell'FBI Michael Casper), Harry Groener (Roger Tribbey, Segretario dell'Agricoltura), Trent Ford (Jean Paul), Alan Dale (Mitch Bryce, Segretario del Commercio), John Goodman (Speacker della Camera Glenallen Walken)